# Memphis Schulze
Memphis Schulze (* 12. Oktober 1944 in Düsseldorf geboren als Jürgen Max Schulze; † 17. Februar 2008 in Berlin) war ein deutscher Pop-Art-Künstler.

## Leben
Schulze absolvierte eine Lehre als Polsterer und Raumausstatter. In den frühen 70er Jahren lernte er die Düsseldorfer Kunstszene rund um die Kunstakademie Düsseldorf und die Altstadt kennen. Er machte Bekanntschaft mit Sigmar Polke, der durch seine frühen Arbeiten auf ihn aufmerksam wurde. 1973 beteiligte er sich an der Ausstellung Between 7 in der Kunsthalle Düsseldorf und ihrem Ableger Some 260 Miles from here im Gallery House in London. Auch zu der Ausstellung MU NIELTNAM NETORRUPRUP in der Kunsthalle zu Kiel 1975 wurde er von Sigmar Polke und Achim Duchow eingeladen. Dort zeigte er seine Rock-’n’-Roll-Bilder. 1976 entstanden Bilder zusammen mit Christof Kohlhöfer (3,60 m² schön durcheinander).
1981 gründete er mit Fernand Roda und Soulis Moustakidis die Künstlergruppe Gruppe Tittisee in Düsseldorf (Versagertreffen und Der Spanner). 1989 unternahm er eine ausgedehnte Mexico-Reise, deren Eindrücke er in den Mexico-Bildern verarbeitete. 1993 erlitt Memphis Schulze einen Gehirnschlag.

## Ausstellungen (Auswahl)
- 1973 Between 7, Kunsthalle Düsseldorf
- 1973 Some 260 Miles from here, Gallery House London
- 1975 Mu nieltnam netorruprup Kunsthalle zu Kiel (mit Sigmar Polke und Achim Duchow)
- 1978 Das Gespräch mit dem Sessel, Galerie Arno Kohnen, Düsseldorf
- 1979 Galerie Oppenheim, Köln
- 1980 Hat denn die ganze Welt Geburtstag?, Galerie Arno Kohnen, Düsseldorf
- 1980 Galerie Max Hetzler, Stuttgart
- 1981 Happy Chaos Kunstverein Düsseldorf
- 1981 Treibhaus Kunstmuseum Düsseldorf (Gruppe Tittisee – Fernand Roda & Soulis Moustakidis)
- 1981 Highlights, Städtisches Kunstmuseum Bonn
- 1983 Galerie Silvio R. Baviera, Zürich
- 1985 Wir Kellerkinder, Städtische (Keller)Galerie, Düsseldorf (mit Achim Duchow)
- 1985 Imaginationen, Galerie Peter Noser, Zürich
- 1986 Macht und Ohnmacht der Beziehungen, Museum am Ostwall, Dortmund
- 1987 Medien Mafia Präsentiert, Hafen Düsseldorf
- 1989 Museo de Arte de Sinaloa, Culiacan, Mexico
- 1989 Museo Moderno, Mazatlan, Mexico
- 1990 Mexico Galerie im Kinderspielhaus, Düsseldorf
- 1990 Galeria Cultural Tierra Nueva, Culiacan, Mexico
- 1991 Der Spieler, Ronsdorferstr. 77a, Düsseldorf
- 1991 Frauenbilder, BABS, Düsseldorf
- 1992 Heartbeat, Galerie CO10, Düsseldorf
- 1995 Das Gespräch mit dem Sessel II, Galerie CO10, Düsseldorf
- 2000 Die ermüdende Suche nach der Blauen Mauritius, Galerie CO10, Düsseldorf
- 2002 Flammende Herzen, Galerie CO10, Düsseldorf
- 2009 Wir Kleinbürger! Zeitgenossen und Zeitgenossinnen / POP, Hamburger Kunsthalle
- 2014 Wo lassen Sie vergessen?, Setareh Gallery, Düsseldorf
- 2017 Singular/Plural. Kollaborationen in der Post-Pop-Polit-Arena, Kunsthalle Düsseldorf
- 2017 Broadway The Hard Way. Works from the 80s, Setareh Gallery, Düsseldorf